# Tinna Helgadóttir
Tinna Helgadóttir (* 25. April 1984) ist eine isländische Badmintonspielerin.

## Karriere
Tinna Helgadóttir siegte 2005 erstmals bei den nationalen Titelkämpfen in Island. 2008 konnte sie sich ihren nächsten Titel sichern, gefolgt von weiteren Siegen in den darauffolgenden Jahren. 2009 gewann sie alle drei möglichen Titel.

## Sportliche Erfolge
| Saison | Veranstaltung                              | Disziplin   | Platz | Name                                           |
| ------ | ------------------------------------------ | ----------- | ----- | ---------------------------------------------- |
| 2002   | Island: Einzelmeisterschaften der Junioren | Mixed       | 1     | Baldur Gunnarsson / Tinna Helgadóttir          |
| 2003   | Island: Einzelmeisterschaften der Junioren | Dameneinzel | 1     | Tinna Helgadóttir                              |
| 2005   | Island: Einzelmeisterschaften              | Mixed       | 1     | Magnús Ingi Helgason / Tinna Helgadóttir       |
| 2008   | Island: Einzelmeisterschaften              | Mixed       | 1     | Magnús Ingi Helgason / Tinna Helgadóttir       |
| 2009   | Island: Einzelmeisterschaften              | Mixed       | 1     | Magnús Ingi Helgason / Tinna Helgadóttir       |
| 2009   | Island: Einzelmeisterschaften              | Dameneinzel | 1     | Tinna Helgadóttir                              |
| 2009   | Island: Einzelmeisterschaften              | Damendoppel | 1     | Tinna Helgadóttir / Erla Björg Hafsteinsdóttir |
| 2010   | Island: Einzelmeisterschaften              | Mixed       | 1     | Magnús Ingi Helgason / Tinna Helgadóttir       |
| 2011   | Island: Einzelmeisterschaften              | Mixed       | 1     | Magnús Ingi Helgason / Tinna Helgadóttir       |